# Auguste-Ferdinand de Brunswick-Wolfenbüttel-Bevern
Auguste-Ferdinand de Brunswick-Wolfenbüttel-Bevern (né le 29 décembre 1677 à Bevern et mort le 2 juillet 1704 à Donauworth), est membre de la famille de Brunswick-Lunebourg, et est général de division du Cercle de Basse-Saxe.

## Biographie
Il est le troisième fils de Ferdinand-Albert Ier de Brunswick-Wolfenbüttel-Bevern et de la princesse Christine de Hesse-Eschwege. Après la mort de son père, il reçoit en 1687 de son oncle Antoine-Ulrich de Brunswick-Wolfenbüttel une éducation à la Wolfenbütteler Ritterakademie Rudolph-Antoniana. 
En 1692, il entreprend un voyage à Stockholm. Il entre dans l'armée et prend part en 1694, à une expédition du roi Guillaume III d'Orange-Nassau aux Pays-Bas espagnols. De retour à Wolfenbüttel, il reçoit un régiment et prend part à la Guerre de la Ligue d'Augsbourg, participant au siège de Namur en 1695. L'année suivante, il commande les troupes de Wolfenbüttel contre les français. Dans les années 1696 et 1697, il voyagea avec son jeune frère Ferdinand-Albert II de Brunswick-Wolfenbüttel en Italie. Après la Paix de Ryswick il a rejoint Auguste Ferdinand dans l'armée impériale et a servi sous Eugène de Savoie en Hongrie dans une campagne contre les Turcs. Pendant la Guerre de Succession d'Espagne il commandait en tant que major général impérial, le Contingent du Cercle de Basse-saxe, sous le marquis Louis-Guillaume de Bade-Bade et s'empara du château et de la ville de Friedberg. 
Au cours des combats contre la France, il est tombé en 1704, sous les murs de Donauwörth, à l'âge de 26 ans. Il a été enterré dans Église Saint-Blaise de Brunswick.